# 다지리 사토시
다지리 사토시(田尻智, 1965년 8월 28일 ~ )는 일본의 게임 개발자이며, 주식회사 게임 프리크의 대표이사 겸 사장이다. '포켓몬스터'의 창작자이기도 하다. 포켓몬스터(어드밴스 제네레이션(AG) 포함)의 TV 및 극장판 애니메이션에서는 반드시 크레딧에 '원안(原案) 다지리 사토시'라고 이름이 올라간다.

## 경력

### 유년기
도쿄도 세타가야구에서 태어난 그는 소년 시절을 마치다시에서 보냈다. 당시 내성적인 성격을 가졌던 그는 산과 들, 냇가나 방공호의 흔적, 폐허까지 놀러다니며 곤충을 시작으로 생물의 관찰, 채집을 즐겼다. 도감에서 지식을 얻는 것 뿐만 아니라 수집하고 사육하는 것에 재미를 붙인 그는 학급에서 '곤충박사'로 불렸다. 이 때의 경험은 포켓몬스터를 만들어내는 큰 원동력이 되었다고 후에 회고했다. 그때 그가 가장 좋아하는 몬스터는 발챙이(ニョロモ, 뇨로모), 슈륙챙이(ニョロゾ, 뇨로조)라고도 했다. 이는 올챙이를 모티브로 했다.
그가 중학생이 되었을 때는 마치다 시도 개발이 이뤄지며, 뛰어놀았던 자연도 모습을 바꾸어 좋아하던 벌레들도 모습을 감추게 되었다. 근처에 오락실이 등장하게 된 것도 이 시기였다. 꿈을 잃어버렸던 그 때쯤 친구가 유행이 다 지나고 마지막 남은 스페이스 인베이더를 그에게 플레이시켜준 것이 터닝 포인트가 되어, 그 이후 게임에 빠져버린다. 당시는 조금 언더그라운드적인 이미지가 떠돌았던 오락실에 날마다 발을 옮기고, 적은 용돈을 게임에 쏟아부었다. '오락실 난동꾼'이라는 이름을 얻기까지 그다지 오랜 시간도 걸리지 않았다고 한다.

### 게임 프리크 창간
국립 도쿄 공업고등전문학교 재학 중이던 1983년에 그 때까지의 연구성과의 집대성이라고 할 만한 게임 공략 동인지 '게임 프리크'(ゲームフリーク)를 혼자 집필했다. 복사한 종이를 스테이플러로 묶은 단색 인쇄 소책자였을 뿐이었으나, 그 당시는 게임지도 공략본도 없었던 시대였다. 동인지 전문점에서 판매를 위탁했던 그 창간호는 그와 똑같은 게임광(게임 프리크)들에게 불티나게 팔려나갔다. 후에 동업자가 되는 스기모리 켄 역시 초기 독자 중 한 명이다. 그는 바로 다지리에게 편지를 보내게 되었고, 지금까지 이어지는 두 사람의 우정이 시작되는 계기가 되었다. 스기모리는 그 다음호부터 일러스트 담당이 되었다. 동료는 점점 늘어가며, 그에 따라 '게임 프리크'의 내용도 충실해져갔다. 이런 형태의 동인지 계열에서 베스트셀러가 되었던 '제비우스 1000만점 해법'도 그들이 발행한 것이다.
게임지를 만드는 한편, 여러 가지 게임 아이디어를 고안하고 각종 메이커가 주최하는 콘테스트에 응모하기도 했다. 참가상에 그치는 일도 많았고, 급기야 최우수상을 받기도 했지만 그 게임이 발매되는 일은 없었다. '직접 게임을 만들어야겠다'라고 생각하게 된 계기였다고 그는 말한다.

### 라이터 활동과 게임 제작
고등전문학교 졸업 후에는 '게임 프리크'의 실적, 수많은 게임 콘테스트에서 쌓은 커넥션을 이용해 '패미컴 통신(ファミコン通信, 현재의 패미통(ファミ通))', '패밀리 컴퓨터 Magazine(ファミリーコンピュータMagazine)' 등에서 비디오 게임 정보 관련 필자로서 활약했다. 게임에 대한 강한 뜻과 의지로 독자의 지지를 얻게 되었으나, 사내의 사람들과 맞지 않는 부분도 있었던 듯하다.
게임 프리크의 동료들과 함께 처음으로 본격적인 개발이라 할 만한 '퀸티(クインティ, Quinty)' 개발에 착수한 것도 이 시기에 해당한다. 패미컴 소프트의 개발 기재를 직접 만드는 것부터 시작해서(원래는 하드웨어 메이커에서 기재를 제공받는 것이 원칙이다), 의견 충돌, 동료와의 해산 등 갖은 고생을 하면서도 결국 완성하였고, 그리하여 자작 롬 카세트를 직접 남코에 들고 찾아가는 전대미문의 판매책을 강행했다.
퀸티는 무사히 남코에서 발매되며 20만 장을 넘는 판매고를 올렸다. 당시로서도 나쁘지 않은 수치이며, 이렇게 해서 얻게 된 약 5천만 엔의 인세를 자본금으로 하여 주식회사 게임 프리크를 정식으로 설립하게 된다. 때는 1989년, 이제 아마추어가 아닌 프로 게임 제작자 다지리 사토시가 탄생하게 된 것이다.

### 포켓몬스터
포켓몬스터의 제작은 게임 프리크의 설립 직후 시작되었다. 수많은 사정으로 개발 연기, 중단이 있었지만 '요시 아일랜드', '퍼즐맨' 등등의 게임을 만들며 자금을 모아 '포켓몬스터'의 제작은 계속되었다.  당초부터 6년이나 지난 1996년에야 포켓몬스터가 발매되었다.

## 그 외
'포켓몬스터 赤(적)'의 주인공 디폴트명('포켓몬스터 녹'의 라이벌 디폴트명)은 그의 이름에서 온 '사토시(한지우)'이며, '포켓몬스터 綠(녹)'의 주인공 디폴트명('포켓몬스터 적'의 라이벌 디폴트명)인 '시게루(오바람)'는 슈퍼마리오의 아버지인 미야모토 시게루에서 온 것이라 추측된다.
다지리 사토시와 스기모리 겐은 밍키 모모의 팬이었는데, 포켓몬스터 TV애니메이션 및 극장판 시리즈의 감독이었던 유야마 구니히코(湯山邦彦)와 TV애니메이션 시리즈 구성을 담당한 슈도 다케시는 이미 밍키 모모 시절부터 황금콤비라 불리는 사이였다.

## 같이 보기
- 게임프리크
- 한지우